# Organoniobiumchemie
In de organoniobiumchemie worden verbindingen bestudeerd waarin een directe binding tussen koolstof en niobium optreedt. Niobium is een metaal, dus de organoniobiumchemie is een subdiscipline van de organometaalchemie.
De organochemie van niobium lijkt erg op die van tantaal. Zo heeft, net als tantaal, niobium in zijn bindingen met koolstof meestal de valentie 5+. Niobium(V)chloride (NbCl5) is voor deze groep verbindingen meestal de bron van het metaal.
Verbindingen waarin niobium als hoger geladen ion voorkomt lijken in hun gedrag sterk op die van groep 4: er worden sterke bindingen gevormd met zuurstof (oxofiele elementen) en het metaal is lastig te reduceren. Verbindingen met een lagere valentie lijken in hun chemie meer op elementen uit groep 6 van het periodiek systeem, waarbij directe metaal-metaalbindingen, hier dus tussen twee niobiumatomen, kunnen optreden. Het optreden van dubbele bindingen tussen niobium en koolstof is niet ongebruikelijk, zoals in metaalcarbenen, nitrenen, maar ook in de oxiden en sulfiden.
Nioboceendichloride is een metalloceen en geldt als een schoolvoorbeeld van een organoniobiumverbinding. Niobium(V)chloride treedt op als katalysator in de carbonyl-eenreacties, bijvoorbeeld:
Cyclooctatetraeen kan voorkomen als ligand van niobium in de verbinding (C8H8)NbCl2, zij het wel als THF-adduct. Het cyclooctatetraenide-ligand is hoogstwaarschijnlijk planair.

## Navigatie
Navigatie Koolstof-elementbinding